# Glenn Yarbrough
Glenn Yarbrough (Milwaukee, 12 gennaio 1930 – Nashville, 11 agosto 2016) è stato un cantautore statunitense.
È stato leader tra il 1957 ed il 1963 della formazione folk del Limeliters, ha proseguito poi per una lunga carriera solista sia in ambito folk che prestando la sua voce tenorile anche per alcuni spot pubblicitari.

## Biografia

### I primi anni
Nato a Milwaukee, nello stato del Wisconsin, crebbe a New York, vivendo con la madre. Dopo essersi diplomato, frequentò il college ad Annapolis; lì trovò come compagno di stanza Jac Holzman, con il quale iniziò ad esibirsi, dopo aver assistito a un concerto di Woody Guthrie.
Servì nell'esercito degli Stati Uniti durante la guerra di Corea, prima come crittoanalista, poi come intrattenitore, in Corea e Giappone. Dopo il servizio militare, si trasferì nel Dakota del Sud, dove si prestò alle prime apparizioni televisive in emittenti locali. Dalla metà degli anni 50 iniziò ad esibirsi in vari club di Chicago, conoscendo il manager e imprenditore musicale Albert Grossman e artisti come Odetta e Shell Silverstein. È stato tra i primi artisti a firmare con la Elektra Records, oltre che ad incidere la canzone tradizionale The House of the Rising Sun (1957).
Nei tardi anni 50 si trasferì ad Aspen (Colorado), dove diresse un locale, il Limelite. Quello stesso locale diede il nome al celebre gruppo folk The Limeliters, che Yarbrough formò lì insieme a Alex Hassilev e Louis Gottlieb.

### The Limeliters
Il primo album del gruppo, Limeliters, fu pubblicato nel 1960 con l'etichetta discografica di Holzman, la Elektra Records. Yarbrough lasciò il gruppo per perseguire una carriera da solista a metà degli anni 60. Il suo brano più famoso fu Baby the Rain Must Fall, scritto da Elmer Bernstein; quest'ultimo fu nella colonna sonora del film  omonimo con protagonista Steve McQueen.
Anche dopo aver abbandonato il gruppo, partecipò insieme alla formazione originale (sotto la firma di Glenn Yarbrough and The Limeliters) a frequenti album, tour e concerti dai primi anni 70 fino agli anni 90.

### Altri impegni nella carriera musicale
Yarbrough partecipò alla creazione della colonna sonora del film d'animazione del 1977 The Hobbit, prodotto dalla Rankin/Bass Productions.

### Gli ultimi anni
Yarbrough perse la facoltà di cantare all'età di 80 anni, per delle complicazioni giunte in seguito a un'operazione alla gola. Nel suo ultimo anno di vita soffrì di demenza, broncopneumopatia cronica ostruttiva e altri problemi di salute. Visse a Nashville, sotto le cure della figlia Holly, la stessa figlia con cui registrò l'album Annie Get Your Gun nel 1997.
Morì a Nashville, all'età di 86 anni, a seguito di complicanze della demenza.

## Discografia

### Albums
| Anno | Album                                             | Billboard 200 | Etichetta discografica |
| ---- | ------------------------------------------------- | ------------- | ---------------------- |
| 1951 | Follow the Drinking Gourd/The Reaper's Ghost      | -             | Stratford Records      |
| 1957 | Come and Sit By My Side                           | –             | Tradition Records      |
| 1957 | Songs By Glenn Yarbrough a.k.a. Here We Go Baby   | –             | Elektra Records        |
| 1958 | Marilyn Child and Glenn Yarbrough Sing Folk Songs | –             | Elektra Records        |
| 1964 | Time to Move On                                   | –             | RCA Victor             |
| 1964 | One More Round                                    | 142           | RCA Victor             |
| 1965 | Come Share My Life                                | 112           | RCA Victor             |
| 1965 | Baby The Rain Must Fall                           | 35            | RCA Victor             |
| 1965 | It's Gonna Be Fine                                | 75            | RCA Victor             |
| 1966 | The Lonely Things                                 | 61            | RCA Victor             |
| 1966 | Live at the Hungry I                              | 85            | RCA Victor             |
| 1967 | Honey and Wine                                    | 141           | RCA Victor             |
| 1967 | The Bitter and the Sweet                          | –             | RCA Victor             |
| 1967 | For Emily, Whenever I May Find Her                | 159           | RCA Victor             |
| 1968 | Let the World Go By                               | –             | RCA Victor             |
| 1968 | We Survived the Madness                           | –             | RCA Victor             |
| 1969 | Looking Back                                      | ?             | Everest Records        |
| 1969 | Each of Us Alone                                  | 18            | Warner Bros. Records   |
| 1969 | Somehow, Someway; Yarbrough Country               | –             | Warner Bros. Records   |
| 1969 | Glenn Yarbrough Sings the Rod McKuen Songbook     | 189           | Warner Bros. Records   |
| 1970 | Let Me Choose Life                                | –             | Warner Bros. Records   |
| 1970 | Jubilee; The Best of Glenn Yarbrough              | –             | Warner Bros. Records   |
| 1971 | Bend Down & Touch Me                              | –             | Warner Bros. Records   |
| 1974 | My Sweet Lady                                     | –             | Stax Records           |
| 1977 | Easy Now                                          | –             | Brass Dolphin Records  |
| 1994 | Family Portrait                                   | –             | Folk Era Records       |
| 1995 | Christmas with Glenn Yarbrough                    | –             | Folk Era Records       |
| 1995 | Love for Life                                     | –             | Folk Era Records       |
| 1995 | Divine Love                                       | –             | Folk Era Records       |
| 1995 | I Could Have Been a Sailor                        | –             | Folk Era Records       |
| 1997 | Glenn & Holly Yarbrough Sing Annie Get Your Gun   | –             | Folk Era Records       |
| 2000 | Day the Tall Ships Came                           | –             | Folk Era Records       |
| 2000 | Chantyman                                         | –             | Folk Era Records       |

### Con The Limeliters
- 1960 The Limeliters
- 1960 Tonight: In Person
- 1961 The Slightly Fabulous Limeliters
- 1962 Sing Out!
- 1962 Through Children's Eyes
- 1962 Folk Matinee
- 1962 Our Men in San Francisco
- 1963 Makin' a Joyful Noise
- 1963 Fourteen 14K Folk Songs
- 1964 The Best of The Limeliters
- 1964 The London Concert
- 1968 Time to Gather Seeds
- 1974 The Limeliters Reunion Volume One
- 1974 The Limeliters Reunion Volume Two
- 1976 Glenn Yarbrough and The Limeliters Chicago tape I (released early 2000s (decade))
- 1976 Glenn Yarbrough and The Limeliters Chicago tape II (released in the early 2000s (decade))
- 1977 Pure Gold
- 1991 Joy Across the Land  Glenn Yarbrough and The Limeliters
- 1976 Recently Found- Glenn Yarbrough and
- The Limeliters Chicago Tapes I and II

### Singoli
| Anno | Titolo                                      | Massima posizione in classifica | Massima posizione in classifica | Etichetta            | B-side                                       | Album di provenienza               |
| Anno | Titolo                                      | US                              | AC                              | Etichetta            | B-side                                       | Album di provenienza               |
| ---- | ------------------------------------------- | ------------------------------- | ------------------------------- | -------------------- | -------------------------------------------- | ---------------------------------- |
| 1957 | "Here We Go, Baby"                          | –                               | –                               | Elektra Records      | "All My Sorrows"                             | Songs by Glenn Yarbrough           |
| 1964 | "San Francisco Bay Blues"                   | –                               | –                               | RCA Victor Records   | "The Honey Wind Blows"                       | Time to Move On                    |
| 1964 | "Jenny's Gone and I Don't Care"             | –                               | –                               | RCA Victor Records   | "An Acre of Gal to a Foot of Ground"         | Let the World Go By                |
| 1965 | "Baby the Rain Must Fall"                   | 12                              | 2                               | RCA Victor Records   | "I've Been to Town"                          | Baby the Rain Must Fall            |
| 1965 | "It's Gonna Be Fine"                        | 54                              | 9                               | RCA Victor Records   | "She"                                        | Baby the Rain Must Fall            |
| 1965 | "Ain't No Way"                              | –                               | –                               | RCA Victor Records   | "You Can't Ever Go Home Again"               |                                    |
| 1966 | "The Lonely Things"                         | –                               | –                               | RCA Victor Records   | "Channing Way 2"                             | The Lonely Things                  |
| 1966 | "Spin Spin"                                 | –                               | –                               | RCA Victor Records   | "Love Are Wine"                              |                                    |
| 1967 | "Gently Here Beside Me"                     | –                               | –                               | RCA Victor Records   | "Golden Under the Sun"                       | For Emily, Whenever I May Find Her |
| 1967 | "Honey and Wine"                            | –                               | –                               | RCA Victor Records   | "Ain't You Glad You're Livin', Joe"          | Honey and Wine                     |
| 1968 | "Times Gone By"                             | –                               | –                               | RCA Victor Records   | "Face in the Crowd"                          | The Bitter and the Sweet           |
| 1968 | "Downtown L.A."                             | –                               | –                               | Warner Bros. Records | "Until You Happened to Pass By"              | Let Me Choose Life                 |
| 1969 | "Somehow, Someway"                          | –                               | –                               | Warner Bros. Records | "Child of the Night Time"                    |                                    |
| 1969 | "(Don't Let the Sun Shine on You) In Tulsa" | –                               | –                               | Warner Bros. Records | "Wisconsin"                                  |                                    |
| 1970 | "Jubilee"                                   | –                               | –                               | Warner Bros. Records | "I Wish I Knew How It Would Feel to Be Free" |                                    |
| 1970 | "Goodbye Girl"                              | –                               | 35                              |                      | Let Me Choose Life                           |                                    |